# 横手市横手武道館
横手市横手武道館（よこてしよこてぶどうかん）は、秋田県横手市にある武道館。多目的な利用が可能で、生涯スポーツ・学習、レクリエーション等での利用も可能。周辺には横手市役所条里庁舎、横手市消防本部や横手体育館などが立地する。

## 概要
1995年（平成8年）3月に建設され、市内武道スポーツの中核的な役割を果たしている。道路を挟んで向かい側にある横手体育館は当館より早く開館している。館内には武道場、剣道場、弓道場がそれぞれ備えられている。

## 施設

### 武道場
- 面積：400.95m2 (27m×14.85m, 100畳)
- 2面分

### 剣道場
- 面積：400.95m2 (27m×14.85m, 100畳)
- 2面分

### 弓道場
- 面積：233.70m2 (13.5m×9m)
- 6人立

### その他
- 更衣室（男女別）
- 事務室、バリアフリースロープ有

## 開館時間
- 9:00 - 22:00 
  - 窓口電話予約受付時間：8:30 - 22:00

## 休館日
- 毎月最後の月曜日
- 年末年始（12月29日から1月3日）
  - 最終月曜日が祝日の場合は、翌日が休館日となる。

## アクセス
自動車
E46 秋田自動車道 / E13 東北中央自動車道 横手ICから約5分。
E46 秋田自動車道 横手北SICから約7分。